# Prasinocyma triangulata
Prasinocyma triangulata là một loài bướm đêm trong họ Geometridae.